# World Golf Championships
Die World Golf Championships (kurz WGC genannt) ist eine aus bis zu vier Turnieren bestehende, jährliche Veranstaltungsserie für männliche Profigolfer. Sie wurde von der International Federation of PGA Tours im Jahre 1999 gestartet.
Diese Turniere zählen zu den Wertungen der beiden größten Serien, der US-amerikanischen PGA TOUR und der PGA European Tour:
- WGC-Dell Match Play Championship (bis 2014: WGC-Accenture Match Play Championship)
- WGC-Mexico Championship (bis 2006: WGC-American Express Championship; 2007 bis 2010: WGC-CA Championship; 2011 bis 2016: WGC-Cadillac Championship)
- WGC-Bridgestone Invitational (vor 2006: NEC Invitational)
- WGC-HSBC Champions (vor 2009: HSBC Champions)

Von 2000 bis 2006 war auch der World Cup (Nationenbewerb für Zweimannteams) unter der Bezeichnung WGC-World Cup ein Event der WGC.

## Austragungsorte
Bis 2006 fanden zwei bis drei der Events in den USA statt, ein bis zwei in anderen Ländern. 2007 und 2008 wurde die Serie nur in den USA ausgetragen, seit 2009 gibt es mit dem WGC-HSBC Champions ein Event in China und ab 2017 mit dem WGC-Mexico Championship auch eines in Mexiko. 2022 wurde die Anzahl der Turniere reduziert, die Championship und das Invitational werden nicht mehr gespielt.

## Bedeutung
Diese Turnierserie ist aufgrund ihrer sehr hohen Dotierung (jeweils 9,75 Mio. US$) und der großen Wertigkeit für die Golfweltrangliste gleich nach den vier Major Championships Turnieren und der Players Championship anzusiedeln.

## Sieger
| Jahr | Match Play                         | Championship          | Invitational     | Champions                          |
| ---- | ---------------------------------- | --------------------- | ---------------- | ---------------------------------- |
| 2023 | Sam Burns                          | —                     | —                | —                                  |
| 2022 | Scottie Scheffler                  | —                     | —                | wegen COVID-19-Pandemie gestrichen |
| 2021 | Billy Horschel                     | Collin Morikawa       | Abraham Ancer    | wegen COVID-19-Pandemie gestrichen |
| 2020 | wegen COVID-19-Pandemie gestrichen | Patrick Reed          | Justin Thomas    | wegen COVID-19-Pandemie gestrichen |
| 2019 | Kevin Kisner                       | Dustin Johnson        | Brooks Koepka    | Rory McIlroy                       |
| 2018 | Bubba Watson                       | Phil Mickelson        | Justin Thomas    | Xander Schauffele                  |
| 2017 | Dustin Johnson                     | Dustin Johnson        | Hideki Matsuyama | Justin Rose                        |
| 2016 | Jason Day                          | Adam Scott            | Dustin Johnson   | Hideki Matsuyama                   |
| 2015 | Rory McIlroy                       | Dustin Johnson        | Shane Lowry      | Russell Knox                       |
| 2014 | Jason Day                          | Patrick Reed          | Rory McIlroy     | Bubba Watson                       |
| 2013 | Matt Kuchar                        | Tiger Woods           | Tiger Woods      | Dustin Johnson                     |
| 2012 | Hunter Mahan                       | Justin Rose           | Keegan Bradley   | Ian Poulter                        |
| 2011 | Luke Donald                        | Nick Watney           | Adam Scott       | Martin Kaymer                      |
| 2010 | Ian Poulter                        | Ernie Els             | Hunter Mahan     | Francesco Molinari                 |
| 2009 | Geoff Ogilvy                       | Phil Mickelson        | Tiger Woods      | Phil Mickelson                     |
| 2008 | Tiger Woods                        | Geoff Ogilvy          | Vijay Singh      | —                                  |
| 2007 | Henrik Stenson                     | Tiger Woods           | Tiger Woods      | —                                  |
| 2006 | Geoff Ogilvy                       | Tiger Woods           | Tiger Woods      | —                                  |
| 2005 | David Toms                         | Tiger Woods           | Tiger Woods      | —                                  |
| 2004 | Tiger Woods                        | Ernie Els             | Stewart Cink     | —                                  |
| 2003 | Tiger Woods                        | Tiger Woods           | Darren Clarke    | —                                  |
| 2002 | Kevin Sutherland                   | Tiger Woods           | Craig Parry      | —                                  |
| 2001 | Steve Stricker                     | wegen 9/11 gestrichen | Tiger Woods      | —                                  |
| 2000 | Darren Clarke                      | Mike Weir             | Tiger Woods      | —                                  |
| 1999 | Jeff Maggert                       | Tiger Woods           | Tiger Woods      | —                                  |

## Mehrfach-Sieger
| Land               | Golfer           | Ges. | ×   | Match Play       | ×   | Championship                            | ×   | Invitational                                   | ×   | Champions |
| ------------------ | ---------------- | ---- | --- | ---------------- | --- | --------------------------------------- | --- | ---------------------------------------------- | --- | --------- |
| Vereinigte Staaten | Tiger Woods      | 18   | 3 × | 2003, 2004, 2008 | 7 × | 1999, 2002, 2003, 2005 2006, 2007, 2013 | 8 × | 1999, 2000, 2001, 2005, 2006, 2007, 2009, 2013 |     | —         |
| Vereinigte Staaten | Dustin Johnson   | 6    | 1 × | 2017             | 3 × | 2015, 2017, 2019                        | 2 × | 2016                                           | 1 × | 2013      |
| Vereinigte Staaten | Phil Mickelson   | 3    |     | —                | 2 × | 2009, 2018                              |     | —                                              | 1 × | 2009      |
| Nordirland         | Rory McIlroy     | 3    | 1 × | 2015             |     | —                                       | 1 × | 2014                                           | 1 × | 2019      |
| Australien         | Geoff Ogilvy     | 3    | 2 × | 2006, 2009       | 1 × | 2008                                    |     | —                                              |     | —         |
| Nordirland         | Darren Clarke    | 2    | 1 × | 2000             |     | —                                       | 1 × | 2003                                           |     | —         |
| Sudafrika          | Ernie Els        | 2    |     | —                | 2 × | 2004, 2010                              |     | —                                              |     | —         |
| Vereinigte Staaten | Hunter Mahan     | 2    | 1 × | 2012             |     | —                                       | 1 × | 2010                                           |     | —         |
| Australien         | Jason Day        | 2    | 2 × | 2014, 2016       |     | —                                       |     | —                                              |     | —         |
| Vereinigte Staaten | Patrick Reed     | 2    |     | —                | 2 × | 2014, 2020                              |     | —                                              |     | —         |
| Australien         | Adam Scott       | 2    |     | —                | 1 × | 2016                                    | 1 × | 2011                                           |     | —         |
| Japan              | Hideki Matsuyama | 2    |     | —                | 1 × | 2016                                    | 1 × | 2017                                           |     | —         |
| Vereinigte Staaten | Bubba Watson     | 2    | 1 × | 2018             |     | —                                       |     | —                                              | 1 × | 2014      |
| Vereinigte Staaten | Justin Thomas    | 2    |     | —                |     | —                                       | 2 × | 2018, 2020                                     |     | —         |